# Cyanea arborea
Cyanea arborea was een plant die endemisch was op het Hawaïaanse eiland Maui. Hij kwam hier voor in vochtig bos op 1520-1650 m hoogte op de westelijke hellingen van de vulkaan Haleakala in het oostelijke gedeelte van het eiland. De plant werd in 1888 wetenschappelijk beschreven door Wilhelm Hillebrand.
Het was een 4-8 m hoge, op een palm lijkende boom. De langwerpige, 65-90 cm lange bladeren stonden gegroepeerd aan de uiteinden van de takken. De bloemen waren 4-5 cm lang, crème-lila van kleur en groeiden met vijftien tot vijfentwintig stuks in bloeiwijzen, die onder de bladeren hingen. De bloemen werden waarschijnlijk bestoven door vogels die zich met de nectar voedden. De vruchten waren bolvormige, 1-1,2 cm grote bessen, die vele zaden bevatten.
De plant werd waarschijnlijk uitgeroeid door het omzetten van de bossen in weilanden. Grazende varkens, herten en runderen vernietigden de oorspronkelijke vegetatie, die werd vervangen door geïntroduceerde grassen en Australische Eucalyptus. Joseph Rock trof in 1913 nog maar één exemplaar aan op de noordwestelijke zijde van Haleakala in een nauw ravijn dat niet toegankelijk was voor vee. Dit exemplaar werd in 1928 voor het laatst waargenomen door George Campbell Munro. Ondanks intensieve zoektochten werden er nooit meer planten aangetroffen. Met deze plant verdwenen ook vele nectaretende vogelsoorten uit het voormalige verspreidingsgebied van de plant.
Een Engelse naam is (palm)tree cyanea.